# Nymphon fortunatum
Nymphon fortunatum is een zeespin uit de familie Nymphonidae. De soort behoort tot het geslacht Nymphon. Nymphon fortunatum werd in 1997 voor het eerst wetenschappelijk beschreven door Stock. 